# Bronwyn Eagles
Bronwyn Eagles, född den 23 augusti 1980, är en australisk friidrottare som tävlar i släggkastning.
Eagles genombrott kom när hon slutade åtta vid VM för juniorer 1998. Hennes första internationella mästerskaps var VM 2001 där hon blev bronsmedaljör med ett kast på 68,87. Året efter deltog hon vid Samväldesspelen där hon blev silvermedaljör efter Lorraine Shaw med ett kast på 68,38.
Vid både VM 2003 och Olympiska sommarspelen 2004 blev hon utslagen i kvalet. Hon valde 2005 att avsluta sin karriär men gjorde comeback 2008 och blev då australisk mästare i släggkastning.

## Personligt rekord
- Släggkastning - 71,12